# Giovanni Brancati
Giovanni Brancati (Policastro, 1440? ca. [≤1450] – ...[≥1481]) è stato un umanista e cortigiano, esponente poco noto del circolo letterario e umanistico fiorito nel Regno di Napoli, che gravitava intorno alla figura di Don Ferrante d'Aragona.

## Biografia

### Alla corte aragonese
Entrò in familiarità con la famiglia di Antonello Petrucci, potente segretario di Ferdinando d'Aragona, premiato dal re, nel 1465, con la nomina a conte di Policastro, borgo natio del Brancati.
Fu grazie agli auspici del potente Petrucci, che Brancati poté presto trasferirsi a Napoli, si ritiene non molto dopo il 1465, per entrare nella fiorente cerchia umanistica che gravitava intorno alla corte di Ferdinando d'Aragona, diventandone uno dei protagonisti. Già nel 1468 si ha testimonianza di una sua orazione in latino, la De laudibus litteraturum, pronunciata al cospetto del re. Nel raffinato ambiente che si raccoglieva attorno al mecenatismo aragonese, Brancati dovette trovare l'ambiente adatto a perfezionare la sua formazione culturale, ma il breve lasso di tempo intercorso tra il suo trasferimento a Napoli e la dotta orazione, depone in favore di una formazione umanistica già acquisita, nella sua sostanza, al momento della partenza dall'originaria Policastro, dove è ipotizzabile che egli abbia sperimentato il magistero del celebre umanista Gabriele Altilio, anch'egli della cerchia aragonese.
Nel 1477 lo troviamo nominato «artium et medicine doctor» mentre dal 1480, o forse ancor prima, è Direttore della Biblioteca aragonese («livrero mayor»).

#### Attività letteraria presso la corte aragonese

##### La questione sulla superiorità del latino sul volgare
Vi fu un evento che inserì Brancati in una delle più accese dispute del tempo, quella sulla questione della lingua, e del rapporto e la gerarchia tra latino e volgare: il re gli aveva commissionato la revisione della traduzione in volgare dell'Historia naturalis di Plinio, portata a termine dal fiorentino Cristoforo Landino, ma l'incarico gli diede occasione, in un'epistola di risposta al monarca, di prodursi in un'apologia con cui orientava la corte aragonese verso una difesa a tutto campo della lingua latina contro il Volgare.
Questa sua posizione ideologica di strenuo difensore del latino, non gli impedì comunque di mettere mano egli stesso a una volgarizzazione di un testo latino: sua è infatti una traduzione in volgare del Digestorum artis mulomedicinae libri, opera nota anche come Mulomedicina, che viene attribuita a Flavio Vegezio Renato.

##### Scrittura epistolare
Tra i servizi resi alla corte vi fu anche la redazione epistolare: Brancati fu infatti autore di comunicazioni che il dinasta aragonese inviò ai grandi interlocutori politici del suo tempo. Tra questi testi, si segnala un'epistola indirizzata a Luigi XI, re di Francia, vertente sul contrasto che oppose Lorenzo de' Medici a papa Sisto IV nel frangente della congiura dei Pazzi e una seconda missiva del 15 agosto 1478, che re Ferdinando indirizzò a Gian Galeazzo Sforza, per denunciare le trame del segretario sforzesco Cicco Simonetta.

#### L'idillio con la fanciulla Paola e il suo esito letterario
Mentre era aggregato alla corte aragonese, il 5 aprile 1467, nella Rua catalana di Napoli, Brancati incontrò la giovane Paola, moglie di un capitano di marina della flotta del re, di cui Brancati si innamorò subito perdutamente e con la quale coltivò un felice idillio amoroso durato tre anni. L'idillio fu bruscamente interrotto dall'improvvisa partenza per nave della fanciulla, al seguito del marito impegnato nel Mediterraneo contro la flotta turca, e subito definitivamente spento alla notizia della tragica morte della ragazza nel naufragio della nave sulla quale ella viaggiava.

##### Deploratio de morte Paulae suae puellae
Nel compianto dell'infausto destino toccato in sorte alla fanciulla, Brancati scrisse la Deploratio de morte Paulae suae puellae, componimento che Benedetto Croce e Tammaro De Marinis hanno datato al 1471.
La Deploratio de morte Paulae suae puellae è una fine opera in prosa latina, la cosa più importante da lui composta, che assicura a Brancati «un posto luminoso nella prosa latina quattrocentesca».

### Morte
Nulla si sa della sua morte: negli archivi aragonesi si perde ogni traccia di lui poco dopo il 1481. Forse incolse in una morte prematura oppure, secondo una diversa ipotesi formulata da Croce, il silenzio degli archivi è il riflesso di una sua caduta in disgrazia per qualche forma di coinvolgimento nella congiura dei Baroni, trascinato dalla rovina della famiglia Petrucci, a lui molto vicina: tra i principali artefici delle rivolta baronale vi fu proprio il figlio di Antonello, Francesco Petrucci, duramente punito con esecuzione a morte, strazio e oltraggio del cadavere, con successiva ostensione dei resti fatti a pezzi, quale ammonimento pubblico.
Ma nel suo caso, se coinvolgimento vi fu, dovette comunque trattarsi di cosa ben più modesta, dato che di lui non v'è menzione negli atti processuali.

## Opere
La salvezza e la conoscenza di buona parte dell'opera letteraria di Giovanni Brancati si devono a un codice manoscritto conservato in un convento di Valencia, a cui era pervenuto in dono da Ferdinando (Ferrando), nipote di Ferrante e figlio di Federico d'Aragona, a cui il documento era appartenuto.
La riscoperta della portata letteraria dell'opera di Brancati, si deve in definitiva a Tammaro De Marinis, che ritrovò il codice manoscritto, transitato dal convento alla biblioteca cittadina, e che ebbe cura di portarlo a conoscenza di Benedetto Croce per permetterne la valorizzazione.

### Orazioni e encomi di corte
- De laudibus litteraturum, 1468
- Encomio al re Ferdinando, gennaio 1472
- Orazione in lode in occasione del matrimonio della principessa Eleonora d'Aragona con Ercole d'Este, 1473
- Orazione in lode delle seconde nozze di Don Ferrante d'Aragona con Giovanna di Trastamara, 1477

### Redazioni epistolari in latino
- Epistola-memoriale in latino indirizzata a Luigi XI, re di Francia, sul contrasto che oppose Lorenzo de' Medici a papa Sisto IV nel frangente della congiura dei Pazzi
- Missiva del 15 agosto 1478, che re Ferdinando I indirizzò a Gian Galeazzo Sforza, per denunciare le trame del suo segretario Cicco Simonetta.

### Prosa letteraria latina
- Deploratio de morte Paulae suae puellae, 1471